# Діна Абдулазіз
Принцеса Діна аль-Джухані Абдулазіз — дружина саудівського принца Султана ібн Фахда ібн Нассера ібн Абдул-Азіза Аль Сауда, власник бутиків D'NA в Ер-Ріяді та Досі. У 2014 і 2015 роках Абдулазіз включалася до BoF 500 — списку 500 людей, які формують індустрію світової моди, за версією The Business of Fashion. У липні 2016 року було оголошено, що Абдулазіз стане першою головною редакторкою журналу Vogue Arabia.

## Біографія
Народилася приблизно 1975 року в родині економіста, який жив у Санта-Барбарі (Каліфорнія). У 1996 році познайомилася в Лондоні з саудівським принцом Султаном ібн Фахдом ібн Нассером ібн Абдул-Азізом Аль Саудом, за якого через два роки вийшла заміж. Для весілля замовила сукню в Аззедіна Алайї. Довгий час пара жила в Нью-Йорку на Верхньому Вест-Сайді, але потім переїхала до Ер-Ріяду. У них троє дітей: дочка і два сини-близнюки.
У 2006 році Діна Абдулазіз відкрила в Ер-Ріяді свій бутик D'NA. Абдулазіз була однією з перших покупців колекцій Прабала Гурунга і Джейсона Ву, а також підтримувала молодих лондонських дизайнерів Ердема, Роксанду Ілінчич, Мері Катранзу та Османа. У 2013 році відкрився другий D'NA у Досі, а в 2016 — інтернет-бутік DNACHIC.com. У вересні 2014 дизайнер аксесуарів Наталі Трад у колаборації з Абдулазіз представила капсульну колекцію клатчів для D'NA.
У липні 2016 року видавництво Condé Nast оголосило, що Абдулазіз стане першою головною редакторкою Vogue Arabia — видання журналу Vogue, орієнтованого на арабський світ. Очікується, що перший онлайн-номер Vogue Arabia вийде в жовтні 2016, а перший друкований номер — навесні 2017.